# La regina delle nevi 4 - La terra degli specchi
La regina delle nevi 4 - La terra degli specchi  (in russo Снежная Королева: Зазеркалье?, Snezhnaya Koroleva: Zazerkal'e) è un film d'animazione diretto da Robert Lence e Aleksey Cicilin e prodotto da Wizart Animation.
È stato il primo film della storia dell'animazione russa ad essere co-diretto da un animatore di Hollywood, Robert Lence. La regina delle nevi 4 - La terra degli specchi è il quarto film della serie La regina delle nevi, dopo La regina delle nevi 3 - Fuoco e ghiaccio  e, come i capitoli precedenti, è ispirato all'omonima fiaba del 1844 di Hans Christian Andersen. Il film tratta della guerra tra maghi e tecnocrati.

## Trama
Gerda e Kai si sono finalmente riuniti con i loro genitori. Insieme si trasferiscono in una provincia governata da un potente inventore, il re Harald.
Nella sua famiglia di maghi professionisti, solo Gerda non ha la capacità di esercitare la magia. Tuttavia la famiglia è soddisfatta vendendo ciondoli magici di alto pregio. Quando viene annunciata una nuova competizione a corte, la famiglia, compresa Gerda, decide di parteciparvi per ottenere il ruolo di mago di corte. Purtroppo, Gerda è l'unica che rimane a casa a custodire gliarticoli del negozio. Re Harald è un grande sostenitore del progresso tecnico. Costruisce macchine e robot. Harald decide di bandire tutti i maghi dal regno. Egli ha quasi perso la sua famiglia a causa delle precedenti azioni della regina delle nevi. Per riparare al torto, Harald emette un nuovo decreto secondo cui i prodotti di scienziati, ingegneri e inventori saranno lo standard mentre gli amuleti, le pozioni e i talismani dei maghi saranno relegati o addirittura proibiti. Re Harald trova un modo per bandire tutta la magia dal mondo: tutti i possessori di poteri magici sono ora intrappolati a Mirrorlands.
Dopo che il potente re ha intrappolato tutti i maghi del mondo nella zona di internamento polare, Gerda scopre finalmente perché tutti i maghi svaniscono a palazzo. Gerda tiene questa scoperta per sé e cerca di combattere per mantenere viva la magia attraverso la gentilezza e l'amicizia. Nonostante questo, la ragazza viene mandata in prigione in cima al castello. All'interno della zona Mirrorlands, si tiene un incontro tra tutti coloro che hanno la magia. I genitori di Gerda credono che solo Gerda possa salvarli e si recano al castello della regina delle nevi; nel castello la regina sta giocando a scacchi. Tutti i presenti decidono di dimenticare i vecchi rancori e si riconciliano organizzando un piano d'azione. Gerda sarà aiutata da troll, pirati e persino dalla gelida e misteriosa regina delle nevi. Anche Rollan, con il potere del fuoco, torna dal prequel per aiutare a salvare i maghi dalla minaccia imminente imposta dallo specchio.
Durante il loro viaggio nella terra dei troll c'è una battaglia aerea con gli zeppelin nella città fluttuante dei pirati. Gerda riesce a ottenere l'aiuto del capitano Alfida. Alfida accetta di navigare sul dirigibile Zeppelin degli squali con l'eroe e l'eroina come passeggeri. Re Harald e la sua flotta di dirigibili sono già in viaggio per contrastare il piano di liberazione di Gerda, impegnandosi in una battaglia tra incantesimi e tecnologia. Collaborando con i pirati della città fluttuante, gli eroi cercano di catturare la capitale della regione e riaprire il portale allo specchio usando l'amuleto di Re Arrog.

## Distribuzione
Il film è stato presentato a mercati e festival cinematografici come AFM e Cannes, dove i distributori internazionali della Corea del Sud, Turchia e Polonia hanno pre-venduto il film prima dell'uscita. Central Partnership e Soyuzmultfilm hanno distribuito il film in Russia e nella CSI il 1 ° gennaio 2019. È stato distribuito nel Regno Unito nel luglio 2020.
La regina delle nevi 4 - La terra degli specchi è uscito negli Stati Uniti d'America e in Canada il 18 dicembre 2020.